# Трифон Джевизлиев
Трифон Колев Джевизлиев e български революционер, деен участник в борбата за освобождение на Добруджа.

## Биография
Родителите му са източно-православни християни.
Притеснен от тормоза на румънците в окупирана Добруджа, Джевизлиев се свързва с Никола Йонков от с. Зафирово, Петър Казаков от с. Антимово, Стефан Колев от с. Царев дол и Крум Попов от с. Пожарево и още преди създаването на ВДРО създават чета за борба с румънските банди.
В нота на румънското посолство до България от 31.10.1921 г. се твърди, че в района на с. Завет, Исперихско, се сформира многобройна чета от 140 души, като за неин организатор се сочи Трифон Колев Джевизлиев от с. Коларово.
Участва в сражения с румънската жандармерия и войска. След 1923 г. влиза в редовете на ВДРО.
За заслугите му към Родината е представен за награда с орден през 1943 г.